# Quel travail
Pour plus de détails, voir Fiche technique et Distribution.
Quel travail est un documentaire français écrit et réalisé par Cyril Mennegun en 2002

## Synopsis
La cité scolaire Jules-Ferry, dans le territoire de Belfort, est un lycée professionnel comme les autres. À ceci près qu’il est installé aux portes des usines Peugeot. Nora, Hilal et Mathieu y partagent leur quotidien d’élèves en Bep, Bac Pro, comptabilité et secrétariat. Karim, leur copain, est parti sans aucun diplôme en poche, travailler sur les chaînes du géant de l’automobile. Le film raconte ce moment, cet âge de la vie où le monde du travail devient concret, avec son cortège de questions, d’espoirs et d’injustices. Il propose à travers ces destins d’aborder une réflexions sur le LP et l’enseignement professionnel.

## Fiche technique
- Titre : Quel travail
- Réalisation : Cyril Mennegun
- Scénario : Cyril Mennegun
- Photographie : Jérôme Colin
- Montage : Ika Pattard
- Son : Graciela Barrault
- Société de production : Flight Movie
- Durée : 52 minutes
- Date de sortie :
  -  France : 2001